# Marta Opalińska
Marta Opalińska (ur. 13 lutego 1992 w Świeciu) – polska armwrestlerka.

## Życiorys
W armwrestlingu zadebiutowała 28 października 2007 roku, podczas Mistrzostw Polski Amatorów (Debiuty) w Wodzisławiu Śląskim. Jest wielokrotną Mistrzynią Polski, zdobywczynią Pucharu Polski i medalistką turniejów międzynarodowych.
Marta Opalińska jest również wicemistrzynią Europy juniorów do lat 18. Srebrny medal wywalczyła podczas Mistrzostw Europy w Bułgarii w 2009.
Kolejny międzynarodowy sukces na skalę światową przyszedł na XXXII Mistrzostwach Świata w Las Vegas, które odbyły się w grudniu 2010. Marta Opalińska została dwukrotną wicemistrzynią Świata juniorów do lat 18 na prawą i lewą rękę.
Na XXIII Mistrzostwach Europy w maju 2013 r. (Druskininkai, Litwa) wywalczyła tytuł wicemistrzyni Europy juniorów do lat 21, zdobywając srebrny medal w kat. 60 kg na lewą rękę.
W 2015 r. Marta Opalińska zdobyła brązowy medal w kat. 70 kg seniorów na lewą rękę podczas XXXVII Mistrzostw Świata odbywających się w stolicy Malezji – Kuala Lumpur.
Opalińska trenuje pod okiem trenerki Marleny Wawrzyniak w klubie UKS Arm Fanatic Sport Grudziądz. Absolwentka I Liceum Ogólnokształcącego im. Bolesława Chrobrego w Grudziądzu.
W 2016 r. uzyskała tytuł magistra prawa na Wydziale Prawa i Administracji Uniwersytetu Mikołaja Kopernika w Toruniu.